# General der Artillerie
General der Artillerie, in italiano letteralmente "Generale dell'Artiglieria", era un grado degli ufficiali generali nei vecchi eserciti tedeschi, specializzato alla guida di grandi unità di artiglieria.

## Storia
Il grado di General der Artillerie venne utilizzato a partire dal XIX secolo ed era, nella Wehrmacht, intermedio tra Generalleutnant (tenente generale) e Generaloberst (colonnello generale) e corrispondeva al generale di corpo d'armata dell'Esercito Italiano. Nel 1935, la Wehrmacht introdusse anche i gradi  di General der Nachschubtruppe (approvvigionamenti), General der Gebirgstruppen (truppe di montagna), General der Fallschirmtruppen (paracadutisti) et General der Nachrichtentruppen (transmissioni).
Nell'Kaiserliche und königliche Armee, l'Imperiale e regio esercito dell'Impero austro-ungarico la denominazione del grado era Feldzeugmeister.

## Corrispondenti degli altri corpi

### Heer
- General der Infanterie (Generale della fanteria)
- General der Kavallerie (Generale della cavalleria)
- General der Artillerie (Generale dell'artiglieria)
- General der Panzertruppe (Generale delle truppe corazzate)
- General der Gebirgstruppe (Generale delle truppe da montagna)
- General der Pioniere (Generale del genio pionieri)
- General der Nachrichtentruppe (Generale delle trasmissioni)
- General der Generaloberstabsarzt (Generale del servizio medico)
- Generaloberstabveterinär (Generale del servizio veterinario)

### Luftwaffe
- General der Fallschirmtruppe (Generale del corpo dei paracadutisti)
- General der Flakartillerie (Generale dell'artiglieria contraerea)
- General der Flieger (Generale del servizio di volo)
- General der Luftnachrichtentruppe (Generale del corpo delle comunicazioni della forza aerea)
- General der Luftwaffe (Generale della Forza aerea)